# فنوتیپ گسترش‌یافته
فنوتیپ گسترش‌یافته یا رخ‌مون گسترده (به انگلیسی: The Extended Phenotype) با زیرعنوان «ژن به عنوان واحد گزینش» و همچنین «درازنای دسترسی ژن»، کتابی منتشرشده در سال ۱۹۸۲، نوشتهٔ ریچارد داوکینز است.
نگارش بازنویسی شدهٔ این کتاب در سال ۱۹۹۹ با پس‌نگاشتی از دنیل دنت فیلسوف منتشر شد. این کتاب به نظر خود داوکینز بدیع‌ترین اثر علمی اوست.
داوکینز ایده‌های اولیهٔ آن را در کتاب منتشرشده در سال ۱۹۷۶ خود به نام ژن خودخواه آغاز کرد. در این کتاب او جانداران را ماشین‌های بقایی تعریف کرد که برای بیشترکردن احتمال کپی‌شدن ژن‌ها توسط خود ژن‌ها ساخته می‌شوند. داوکینز در این کتاب که پس از ژن خودخواه نوشته‌است، به دور دقیق‌تر و فنی‌تر این مسائل را توضیح داده‌است. او در فنوتیپ گسترش‌یافته تلاش داشته تا به انتقادها به کتاب پیشین هم پاسخ دهد.

## ژن‌ها تنها پروتئین سنتز می‌کنند

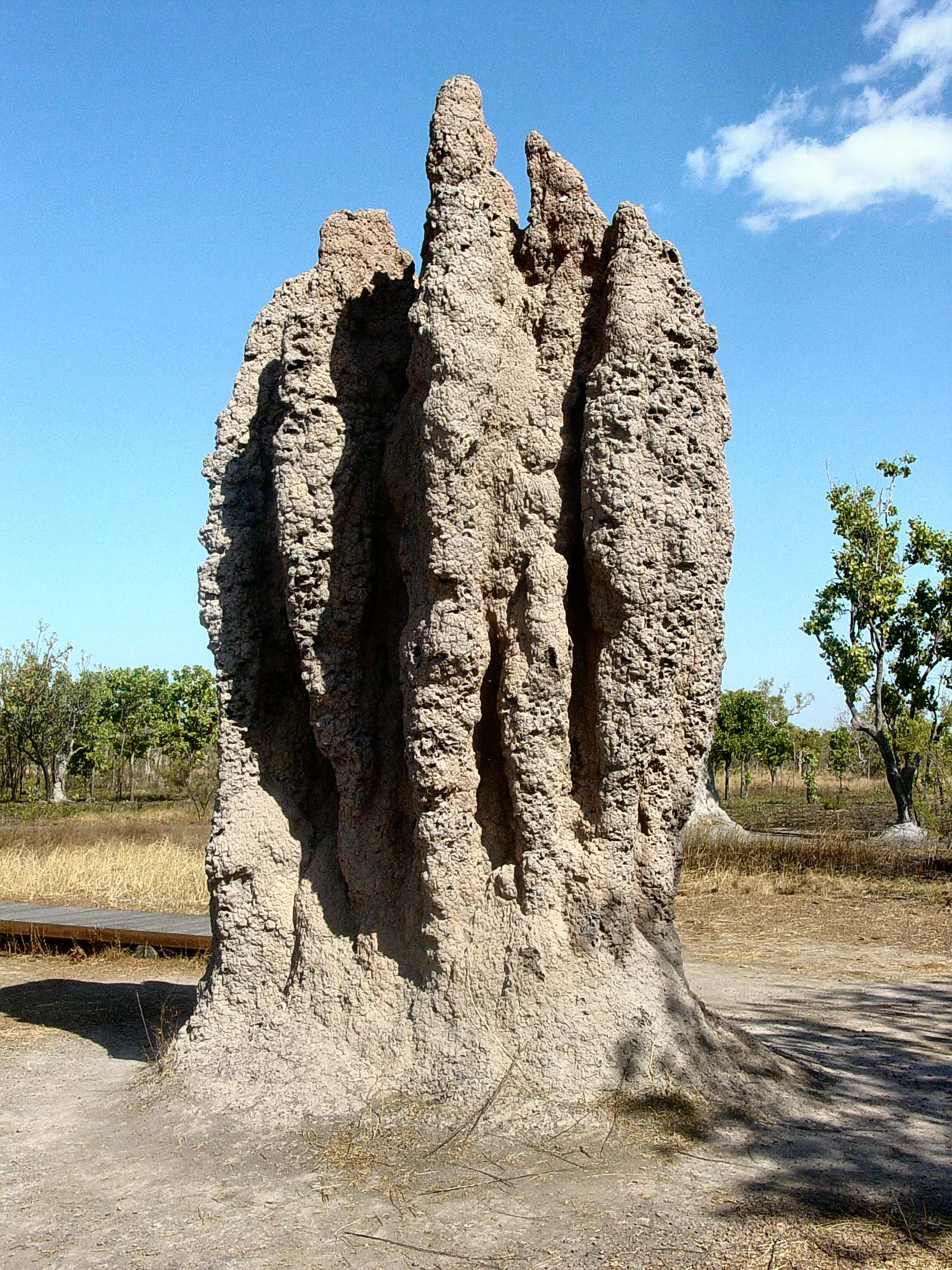
تپه‌ای که توسط موریانه- یک جاندار ریز ساخته شده‌است. این ساختار فنوتیپ (رخ‌مون) گسترش‌یافتهٔ قابل توجهی دارد.

بخش بیشتر کتاب به این می‌پردازد که تنها چیزی که ژن‌ها به‌طور مستقیم اعمال می‌کنند، سنتز کردن پروتئین‌ها است. داوکینز به این نکته اشاره می‌کند که محدودکردن فنوتیپ (رخمون) تنها به بدن جاندار یک امر اختیاری است و می‌توان آن را گسترده‌تر هم در نظر گرفت.

## ژن‌ها بر محیط زیست جاندار تأثیر می‌گذارند
داوکینز این ایده را با نشان دادن تأثیری که ژن بر روی زیست‌بوم می‌گذارد پیشرفت داد. ژن‌ها بر روی محیط زیست جاندار از طریق رفتار جاندار تأثیر می‌گذارند. او مثال‌هایی چون خانه‌های بال‌مودار یا سد سگ آبی را مطرح نموده‌است. او سپس ریخت‌شناسی و رفتار جانوران را بررسی می‌کند؛ که در نهایت به نظر می‌آید که نه برای خود جاندار، و بلکه برای انگل‌هایی که از آن سود می‌برند، مفید است. نویسنده همهٔ اینها را در اصل مرکزی فنوتیپ گسترده خلاصه می‌کند:

رفتار یک جاندار متمایل به بیشینه ساختن بقای ژن‌ها «برای» آن رفتار خاص است؛ چه آن ژن‌ها در بدن آن جاندار خاص که آن را اعمال می‌کند باشند، یا نباشند.

## دیدگاه ژن‌محور حیات
داوکینز در مسیر این استدلال تلاش کرده تا فرگشت ژن‌محور را تا آنجا قدرتمند کند که خود جاندار نیازمند توضیح باشد. این چالشی است که در بخش آخر کتاب با نام «دوباره‌یابی موجود زنده» به آن پرداخته‌است.